# Margot Prow
Margot Prow (* 3. Februar 2002 in Bridgetown) ist eine barbadische Squashspielerin, die bis 2022 international für England antrat.

## Karriere
Margot Prow wuchs in England auf und bestritt ihre gesamte Juniorinnenkarriere dort. 2018 wurde sie britische Meisterin der Altersklasse U17, 2020 war sie englische Vizemeisterin in der Klasse U19. Bei den britischen Meisterschaften der Aktiven scheiterte sie 2021 bei ihrer einzigen Teilnahme in der ersten Runde. Ebenfalls 2021 gab sie im April ihr Debüt auf der PSA World Tour. Dabei erreichte sie ihre höchste Platzierung in der Weltrangliste mit Position 81 am 21. April 2025. Im April 2024 gewann sie ihre ersten beiden Titel auf der World Tour.
Seit 2020 studiert Prow Psychologie an der Drexel University, für die sie auch im College Squash aktiv ist. Prow, die in Barbados geboren ist, beschloss nach 2022, fortan international für ihr Geburtsland zu spielen. Erstmals vertrat sie Barbados im Juni 2023 bei den Panamerikameisterschaften in Cartagena. Mit der Mannschaft erreichte sie das Halbfinale, während sie im Einzel im Achtelfinale gegen Lucía Bautista ausschied. Im August 2023 folgte die Teilnahme bei den Karibikmeisterschaften auf den Cayman Islands, wo sie sogleich den Titel gewann. Im Finale bezwang sie dabei Nicolette Fernandes in vier Sätzen. Kurz darauf gehörte sie bei den Panamerikanischen Spielen 2023 in Santiago de Chile ebenfalls zum barbadischen Aufgebot. Prow gewann sowohl mit Meagan Best im Doppel als auch mit der Mannschaft die Bronzemedaille. Im Einzel unterlag sie im Achtelfinale der topgesetzten Amanda Sobhy mit 0:3. 2024 verteidigte sie ihren Titel bei den Karibikmeisterschaften im Einzel und gewann außerdem auch die Doppel- sowie die Mannschaftskonkurrenz.

## Erfolge
- Karibikmeisterin: 2023, 2024
- Karibikmeisterin im Doppel: 2024
- Karibikmeisterin mit der Mannschaft: 2024
- Gewonnene PSA-Titel: 2
- Panamerikanische Spiele: 2 × Bronze (Doppel und Mannschaft 2023)